# شیکون اند بینویی
شیکون اند بینویی (انگلیسی: Shikun & Binui) شرکت ساخت‌وساز اسرائیلی است، که در سال ۱۹۲۴ تأسیس شد.